# India Summer
India Summer (Des Moines, Iowa; 26 de abril de 1975) es una actriz pornográfica y modelo de desnudos estadounidense, miembro de los Salones de la Fama de AVN y XRCO. Su nombre artístico se basa en la frase indian summer. También ha participado en importantes producciones teatrales.

## Carrera
India Summer, nombre artístico de Jody Jean Olson, hizo su aparición en la industria pornográfica a los 31 años de edad y llegó a grabar más de 1700 películas como actriz.
En julio de 2009, firmó un contrato de exclusividad para escenas de sexo lésbico con el estudio Girlfriends Films.
Desde 2011 mantiene una relación sentimental con la también actriz porno Prinzzess, con la que ha rodado varias escenas.

### Apariciones en medios tradicionales
Summer ha aparecido en pequeños papeles en las series de televisión Reno 911!, Sons of Anarchy y Dexter.También apareció en la película de National Lampoon de 2007, Homo Erectus.
En 2015, Summer protagonizó la película independiente Marriage 2.0. Aunque la versión original contiene escenas de sexo explícito, la versión editada recibió una clasificación NC-17 de la Asociación Cinematográfica de Estados Unidos (MPAA). El escritor británico Gareth May, en un artículo para el sitio web británico de estilo de vida y cultura TheDebrief.co.uk, describió la película como «un potencial punto de inflexión para la industria del porno. Cuenta con excelentes actuaciones. India Summer destaca especialmente, y el breve papel de Nina Hartley demuestra claramente su ritmo y talento para la comedia». La versión sin clasificar recibió el premio a la Mejor Narrativa en el Festival de Cine CineKink de Nueva York de 2015.

## Premios y nominaciones
| Año  | Ceremonia    | Resultado | Categoría    | Trabajo                                                     |
| ---- | ------------ | --------- | ------------ | ----------------------------------------------------------- |
| 2010 | Premios AVN  | Nominada  | MILF del año | MILF del año                                                |
| 2010 | Premios CAVR | Ganadora  | MILF del año | MILF del año                                                |
| 2011 | Premios XRCO | Nominada  | MILF del año | MILF del año                                                |
| 2011 | Premios AVN  | Ganadora  | Mejor actriz | An Open Invitation: A Real Swinger’s Party in San Francisco |
| 2011 | Premios XBIZ | Nominada  | MILF del año | MILF del año                                                |